# 603 Timandra
603 Timandra este un asteroid din centura principală, descoperit pe 16 februarie 1906, de Joel Metcalf.